# Neosilurus gjellerupi
Neosilurus gjellerupi és una espècie de peix de la família dels plotòsids i de l'ordre dels siluriformes.

## Morfologia
Els mascles poden assolir els 30 cm de llargària total.

## Subespècies
- Neosilurus gjellerupi coatesi (Allen, 1985)
- Neosilurus gjellerupi gjellerupi (Weber, 1913)

## Distribució geogràfica
És un endemisme de Papua Nova Guinea.